# John Clayton Adams

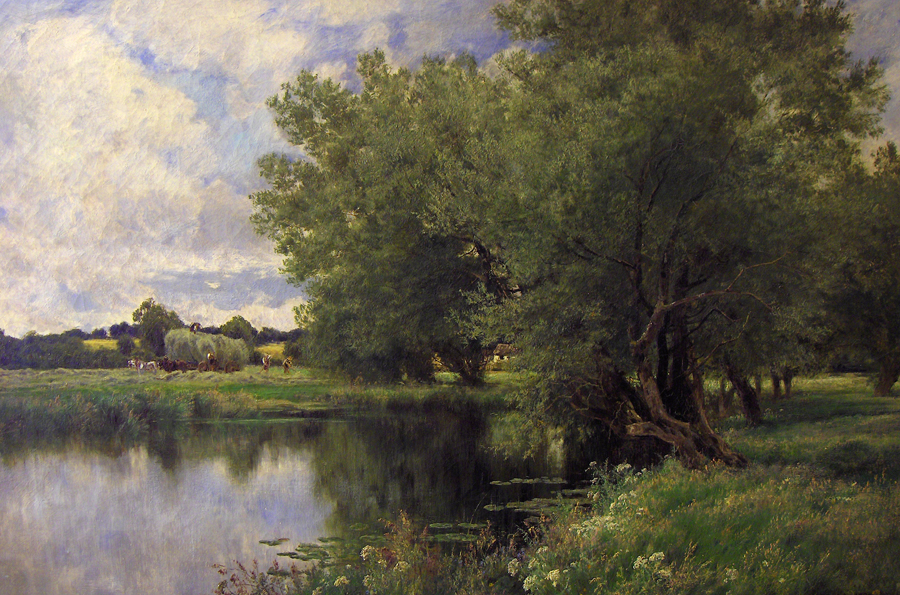
"Haymaking on the Thames"

John Clayton Adams (Edmonton, 1840 – 20 juni 1906) was een Engels landschapsschilder.
Adams studeerde aan de Slade School of Fine Art en onder William Wilthieu Fenn (1827 - 1906). Hij stelde voor het eerst werk tentoon bij de Royal Academy of Arts toen hij 19 jaar oud was en bleef er exposeren tot 1893, evenals bij de Royal Society of British Artists.
In 1873 verhuisde Adams naar "Brackenhurst", Ewhurst Hill, bij Guildford.
Zijn landschappen tonen vooral taferelen uit de zuidelijke graafschappen, met name Surrey. Ook vervaardigde hij enige schilderijen met Schotse landschappen Veel van zijn werken tonen beelden van de oogst, waarbij hij uitbundige kleuren gebruikt en het landschap gedetailleerd maar enigszins geïdealiseerd weergeeft.